# Coro Maestro Casanovas
El Coro Maestro Casanovas fue fundado en 1986, como sección juvenil de la "Coral Torrevejense Francisco Vallejos" formado en un principio por hijos y nietos de miembros de dicha coral; toma su nombre en reconocimiento al Maestro Francisco Casanovas. Inicialmente el repertorio incluyó habaneras infantiles para luego, más adelante, ampliarlo hasta incluir polifonías de compositores reconocidos.  Ha dado conciertos en diferentes ciudades españolas y a nivel internacional. Ha intervenido como coro anfitrión en los Certámenes Juveniles de Habaneras de Torrevieja desde su creación hasta su octava edición y desde entonces interviene como coro invitado en el Certamen Internacional de Habaneras y Polifonía de Torrevieja. También ha realizado conciertos de obras polifónicas de grandes compositores, desde Palestrina, Vivaldi o Mozart hasta obras contemporáneas como In memoriam, interpretada en 1996 bajo la dirección de su autor, Ignacio Yepes.
La mayoría de los componentes de este coro son jóvenes estudiantes de música profesional instrumental o vocal.

## Historia, Premios y galardones
En 1994 realizó una gira de recitales por Suiza.
En mayo de 1997 grabó un disco compacto por encargo del Patronato del Certamen Internacional de Habaneras y Polifonía de Torrevieja.
En 1997 y 1998 participó en los Conciertos de Primavera del Palacio Real de Madrid.
En marzo de 1998, por invitación de la Dirección Regional de Cultura de Cienfuegos, el coro se trasladó a Cuba, donde realizó una gira de conciertos y actuó ante la prensa y televisión cubanas. En agosto realizó un concierto de habaneras y canción cubana en el Real Coliseo Carlos III de El Escorial, por encargo de la Universidad Complutense de Madrid.
En 2001 grabó un disco "Habaneras en Torrevieja" junto a otras corales torrevejenses en el Palacio de la Música de Torrevieja con el Sello de Radio Televisión Española por encargo del Patronato del Certamen Internacional de Habaneras y Polifonía de Torrevieja.
En el año 2004 el coro ganó el 2º premio y el Premio Especial en el Certamen de Villancicos de Molina de Segura.
En octubre de 2005 realiza una gira de conciertos por Andalucía.
En 2006 ganó el primer premio del XXVI Certamen Nacional de Habaneras de Totana.
En diciembre de 2007 el Coro Maestro Casanovas ganó el Primer Premio de la trigésima edición del Concurso de Villancicos de Rojales. Este último galardón le permitió participar en el circuito coral del Gran Premio Nacional que se celebró en la localidad Guipuzcoana de Zumárraga en mayo de 2008.
Conchita Boj fue la directora del Coro Maestro Casanovas desde su fundación, en 1986, hasta 2010, donde deja el relevo a su hija: Sabina Martínez Boj.
En 2023 la dirección pasó a manos de Antonio Zamora Meseguer.